# Buffalo Bills 1972
La stagione 1972 dei Buffalo Bills è stata la terza della franchigia nella National Football League, la 13ª complessiva. Con il ritorno di Lou Saban come capo-allenatore la squadra ebbe un record di 4-9-1, classificandosi quarta nella AFC East Division. 
Saban, che aveva vinto due campionati AFL con i Bills nel decennio precedente, portò a un cambio della mentalità offensiva della squadra che si appoggiò maggiormente sulle corse di O.J. Simpson, che guidò la lega con 1.251 yard corse. I suoi possessi passarono dai 161 del 1971 ai 292 del 292 (secondo nella lega). La difesa fu invece la terza peggiore della NFL.

## Roster
| Roster dei Buffalo Bills nel 1971 |
| --- |
| Quarterback - 10 Leo Hart - 16 Dennis Shaw - 17 Mike Taliaferro Running Back - 34 Jim Braxton FB - 33 Randy Jackson - 30 Wayne Patrick - 32 O.J. Simpson Wide Receiver - 86 Marlin Briscoe - 81 Bob Chandler - 26 Linzy Cole - 40 J.D. Hill - 25 Haven Moses Tight End - 37 Ted Koy - 80 Jan White Offensive Linemen - 60 Bill Adams G - 79 Paul Costa T - 78 Dave Foley T - 74 Donnie Green T - 51 Bruce Jarvis C - 53 John Matlock C - 67 Reggie McKenzie G - 66 Bob Penchion G - 68 Remi Prudhomme C Defensive Linemen - 83 Bob Christiansen DT - 75 Frank Cornish DT - 82 Al Cowlings DE - 72 Don Croft DT - 76 Mike McBath DE - 88 Steve Okoniewski DT - 85 Walt Patulski DE Linebacker - 52 Edgar Chandler - 57 Dale Farley - 59 Paul Guidry - 56 Ken Lee - 50 Dick Palmer - 58 Mike Stratton - 86 Dave Washington Defensive Back - 47 Leon Garror CB - 43 Tony Greene FS - 20 Robert James CB - 48 John Pitts FS - 21 John Saunders SS - 42 Maurice Tyler SS - 41 Alvin Wyatt CB Special Team - 11 Spike Jones P - 3 John Leypoldt K |
| Legenda - I rookie sono in corsivo. - Il primo ruolo è il principale mentre gli eventuali successivi indicano i ruoli secondari. - (IR) sta per Injured Reserve ed indica la lista ristretta per un solo giocatore infortunato che può tornare ad allenarsi dopo la settimana 6 e a rientrare in prima squadra dopo che questa ha giocato 8 partite. - (NF-Inj.) / (NF-Ill.) stanno rispettivamente per Non-Football Injured e Non-Football Illness ed indicano le liste dove viene inserito un giocatore che ha un infortunio o una malattia non dipendente dal football americano. - (PUP) sta per Physically Unable to Perform ed indica la lista dove viene inserito un giocatore mentre è in attesa di recuperare la condizione fisica. Nella stagione regolare dopo la sesta partita giocata dalla propria squadra, il giocatore ha tempo tre settimane per riprendere ad allenarsi, più tre settimane aggiuntive dal suo rientro agli allenamenti per rientrare in prima squadra.                                                    |

Fonte:

## Calendario
| Stagione regolare |              |                         |           |        |                                    |         |
| Turno             | Data         | Avversario              | Risultato | Record | Stadio                             | Sintesi |
| 1                 | 17 settembre | New York Jets           | S 24–41   | 0–1    | War Memorial Stadium               | Recap   |
| 2                 | 24 settembre | San Francisco 49ers     | V 27–20   | 1–1    | War Memorial Stadium               | Recap   |
| 3                 | 1º ottobre   | Baltimore Colts         | S 0–17    | 1–2    | War Memorial Stadium               | Recap   |
| 4                 | 8 ottobre    | New England Patriots    | V 38–14   | 2–2    | War Memorial Stadium               | Recap   |
| 5                 | 15 ottobre   | at Oakland Raiders      | S 16–28   | 2–3    | Oakland–Alameda County Coliseum    | Recap   |
| 6                 | 22 ottobre   | at Miami Dolphins       | S 23–24   | 2–4    | Orange Bowl                        | Recap   |
| 7                 | 29 ottobre   | Pittsburgh Steelers     | S 21–38   | 2–5    | War Memorial Stadium               | Recap   |
| 8                 | 5 novembre   | Miami Dolphins          | S 16–30   | 2–6    | War Memorial Stadium               | Recap   |
| 9                 | 12 novembre  | at New York Jets        | S 3–41    | 2–7    | Shea Stadium                       | Recap   |
| 10                | 19 novembre  | at New England Patriots | V 27–24   | 3–7    | Schaefer Stadium                   | Recap   |
| 11                | 26 novembre  | at Cleveland Browns     | S 10–27   | 3–8    | Cleveland Stadium                  | Recap   |
| 12                | 3 dicembre   | at Baltimore Colts      | S 7–35    | 3–9    | Memorial Stadium                   | Recap   |
| 13                | 10 dicembre  | Detroit Lions           | P 21–21   | 3–9–1  | War Memorial Stadium               | Recap   |
| 14                | 17 dicembre  | at Washington Redskins  | V 24–17   | 4–9–1  | Robert F. Kennedy Memorial Stadium | Recap   |

## Classifiche
| AFC East             |    |    |   |       |     |      |     |     |     |
|                      | V  | S  | P | %     | DIV | CONF | PF  | PS  | STR |
| Miami Dolphins       | 14 | 0  | 0 | 1.000 | 8–0 | 11–0 | 385 | 171 | V14 |
| New York Jets        | 7  | 7  | 0 | .500  | 6–2 | 6–5  | 367 | 324 | S2  |
| Baltimore Colts      | 5  | 9  | 0 | .357  | 4–4 | 5–6  | 235 | 252 | S2  |
| Buffalo Bills        | 4  | 9  | 1 | .321  | 2–6 | 2–9  | 257 | 377 | V1  |
| New England Patriots | 3  | 11 | 0 | .214  | 0–8 | 0–11 | 192 | 446 | S1  |